# Bruno Thüring
Bruno Jakob Thüring (* 7. September 1905 in Warmensteinach im Fichtelgebirge; † 6. Mai 1989 in Karlsruhe) war ein deutscher Physiker und Astronom. Er war ein Anhänger der philosophischen Schule Hugo Dinglers.

## Leben

Handschrift Thürings (mit Kugelschreiber verfasste persönliche Widmung vom August 1971 in einem dem Inhaber der Karlsruher Firma Schalltechnik Dr.-Ing. Schoeps, Karl Schoeps, zugeeigneten Autorenexemplar des Buchs Die Gravitation und die philosophischen Grundlagen der Physik, Duncker & Humblot, Berlin 1967)

Bruno Thüring studierte von 1924 bis 1928 zunächst Philosophie, später Astronomie, Mathematik und Physik an den Universitäten Bamberg, Erlangen und München, wo er 1928 zum Dr. phil promovierte. Von 1928 bis 1933 war er als Hilfsassistent an der Sternwarte München tätig. Von 1934 bis 1935 war er Assistent von Heinrich Vogt an der Universität Heidelberg, wo er sich 1935 habilitierte. Ende 1935 wurde er Observator an der Sternwarte München. In München arbeitete er eng mit dem Astronomen Wilhelm Führer zusammen. Seit 1937 war Thüring Dozent für Astronomie an der Universität München.
Wie sein Münchner Arbeitskollege Führer war Thüring seit Beginn der NS-Zeit ein überzeugter und aktiver Nationalsozialist. Bereits 1930 war er – als 25-Jähriger – in die NSDAP eingetreten. 1933 wurde er auch Mitglied der SA.
Als überzeugter Anhänger der philosophischen Lehre Hugo Dinglers stand Thüring den Wissenschaftlern der Deutschen Physik um die beiden bereits betagten Nobelpreisträger Philipp Lenard und Johannes Stark nahe, die mit den revolutionären Entwicklungen der modernen Physik haderten, insbesondere mit der von Hendrik Antoon Lorentz, Henri Poincaré, Albert Einstein, David Hilbert und anderen entwickelten Relativitätstheorie, die u. a. die klassische Elektrodynamik der bewegten Körper ablöste. Für besondere Aufmerksamkeit sorgte in diesem Zusammenhang eine Polemik, die Thüring 1941 in einer rassistischen Fachzeitschrift des Nationalsozialismus veröffentlichte.
1939 stand Thüring auf der Wunschliste des NS-Dozentenbunds, insbesondere seines Studienkollegen Wilhelm Führer, als neuer Direktor der Hamburger Sternwarte. Der frühere Direktor Richard Schorr und die Einsprüche Walter Baades konnten dies verhindern.
Von August 1939 bis Januar 1941 wurde Thüring als Meteorologe zur Luftwaffe eingezogen. Im September 1940 wurde er zum Professor für Astronomie an der Universität Wien und gleichzeitig zum Direktor der dortigen Universitätssternwarte ernannt. Der vorherige Leiter der Sternwarte, Kasimir Graff, der schon 1938 von den Nationalsozialisten beurlaubt worden war, wurde entpflichtet. Von März 1943 bis 1945 wurde Thüring erneut von der Luftwaffe eingezogen.
1945, nach Ende des Zweiten Weltkriegs, wurde Thüring aus politischen Gründen entlassen. Sein Vorgänger Graff übernahm erneut die Leitung der Sternwarte. Thüring wurde wegen seiner politischen Aktivitäten während der NS-Zeit 1949 von der Bayerischen Spruchkammer als „Minderbelasteter“ und 1950 als „Mitläufer“ eingestuft. Gegen ihn hatten darüber hinaus keine rechtlichen Beanstandungen vorgelegen.
Thüring war nach 1945 in Karlsruhe freiberuflich tätig. Er verfasste u. a. ein Werk über das Programmieren elektronischer Rechenanlagen. Als Alwin Walther im Oktober 1955 die erste internationale Tagung zur Computer-Entwicklung für Deutschland organisierte, gehörte Bruno Thüring neben u. a. Heinz Unger, Klaus Samelson und Sergei Alexejewitsch Lebedew zu den Vortragenden.
Bruno Thüring verstarb am 6. Mai 1989 in Karlsruhe.
Der Nachlass Bruno Thürings im Philosophischen Archiv der Universität Konstanz umfasst etwa 3,50 laufende Meter und enthält Manuskripte, Korrespondenz, biographische Dokumente sowie Sonderdrucke eigener und fremder Arbeiten. Darüber hinaus befinden sich im Archiv der Universitätssternwarte Wien zahlreiche Briefe von und an Thüring sowie Aktenstücke zu seiner Tätigkeit als Sternwartendirektor.

## Schriften (Auswahl)
- Albert Einsteins Umsturzversuch der Physik und seine inneren Möglichkeiten und Ursachen. In: Forschungen zur Judenfrage. 4, 1941, S. 134–162. Reprint: Verlag Georg Lüttke, Berlin 1941, „Sonderabdruck“. Hg. Reichsinstitut für Geschichte des neuen Deutschlands
- Galileo Galilei. In: Zeitschrift für die gesamte Naturwissenschaft. 8, 1942, S. 1–4
- Nikolaus Kopernikus: Bilder eines grossen Deutschen. Neue Arbeiten zur Kopernikus-Forschung mit Auszügen aus kopernikanischen Schriften in deutscher Sprache. München, Berlin 1943.
- Fundamental-System und Inertial-System. In: Methodos. Mailand 1950, S. 265–283.
- Methodologisches und Historisches zum allgemeinen Gesetz der Gravitation. In: W. Krampf (Hrsg.): Hugo Dingler – Gedenkbuch zum 75. Geburtstag. München 1956, S. 189–209.
- Dr. Hugo Dingler, Universitätsprofessor, München. In: Aschaffenburger Jahrbuch für Geschichte, Landeskunde und Kunst des Untermaingebietes. 3, 1956, S. 408–411.
- Einführung in die Methoden der Programmierung kaufmännischer und wissenschaftlicher Probleme für elektronische Rechenanlagen. T. 3. Abkürzungen der deutschen Sprache als Mittel der Programmierung, dargestellt an der Univac UCT, 1962.
- Die Gravitation und die philosophischen Grundlagen der Physik. Berlin 1967, ISBN 3-428-01541-X.
- Fundamentalfragen der exakten Naturwissenschaften. In: Wetter, Boden, Mensch. Nr. 20. 1974, S. 1274–1289.
- Neue Bestimmungen der Präzession nach dem Prinzip der Maximalmenge von Sternen ohne meßbare Eigenbewegung. In: Astronomische Nachrichten. 296, Heft 2. 1975, Heft 2, S. 84–94.
- Einführung in die Protophysik der Welle. Kymometrie. In: Erfahrung und Denken. Schriften zur Förderung der Beziehungen zwischen Philosophie und Einzelwissenschaften. 52. Berlin 1978, ISBN 3-428-04136-4.
- Methodische Kosmologie – Alternativen zur Expansion des Weltalls und zum Urknall. Frankfurt am Main 1985, ISBN 3-89184-014-4.